# Парковий провулок (Житомир)
Парковий провулок — провулок у Богунському районі міста Житомира. 

## Характеристики
Розташований в центральній частині міста, в Старому місті, у межах кварталу, утвореного вулицями Київською, Михайла Грушевського, Князів Острозьких та Хлібною. Бере початок та завершується глухим кутом. З'єднується з вулицею Князів Острозьких за допомогою внутріквартального проїзду. 
Забудова провулка представлена одноповерховими житловими будинками на декілька квартир. Провулок зусібіч оточений багатоповерховою житловою, громадською та промисловою забудовою.

## Історичні відомості
Провулок виник наприкінці ХІХ століття у кварталі, сформованому вулицями, утвореними згідно з генпланом у другій половині ХІХ століття. Провулок забудований до початку ХХ століття. Отримав назву провулок Шпільберга, що походить від прізвища домовласників у провулку. У радянські часи провулок Шпільберга перейменовано на Парковий у зв'язку з сусідством провулку з парком.    
Провулок був довшим та починався з Київської вулиці. Втратив вихід до Київської вулиці внаслідок будівництва у 1977 році дев'ятиповерхового багатоквартирного житлового будинку № 53 по вулиці Київській та облаштування прибудинкової території.   